# Melaspileaceae
Melaspileaceae es una familia de hongos liquenizados, del orden Eremithallales. Son hongos saprofitos. Su ubicación taxonómica es poco clara a causa de no contarse con información molecular sobre los mismos,. Antiguamente la familia estuvo ubicada en Arthoniales de la clase Arthoniomycetes pero análisis filogenéticos recientes confirman su pertenencia a  Eremithallales de la clase Dothideomycetes.
Eremithallales fue descripto como un orden nuevo en 2008, y Eremithallus costaricensis fue la única especie incluida. Los resultados filogenéticos que ubican a Melaspileaceae en Eremithallales se corresponden con la morfología ya que el único género en Eremithallales posee similitudes morfológicas con Melaspilea, que es el género tipo de Melaspileaceae. Ambos son liquenizados por un alga trentepohlioide fotobionte y poseen similitudes en cuanto a los tipos de ascocarpo, exciple, hamatecio, asca y ascosporas. Ello significa que Eremithallaceae es ahora sinónimo de Melaspileaceae, y Eremithallus costaricensis es incluido en el género Melaspilea.